# Louis Tomlinson Benezet
Louis Tomlinson Benezet (* 29. Juni 1915 in La Crosse, Wisconsin; † 23. Januar 2002 in Mill Valley, Kalifornien) war ein US-amerikanischer Pädagoge, Bildungspolitiker und vielfacher US-Universitätspräsident.

## Leben
Louis Tomlinson Benezet war der Sohn von Louis P. Bénézet, Professor am Dartmouth College. Er und erhielt seinen B.A. am Dartmouth College, New Hampshire, seinen M.A. am Reed College (für „Psychologie“), Portland, Oregon und seinen Ph.D. („College and Educational Administration“) am Teachers College der Columbia-Universität (New York) (1929).
Von 1948 bis 1955 war er Präsident des Allegheny College, Meadville, Pennsylvania, und von 1955 bis 1963 Präsident des Colorado College. Er machte das Colorado College zu einer national anerkannten Ausbildungsstätte. Als er 1955 das Colorado College verließ, war er in diesem Bundesstaat eine anerkannte, nationale Figur im Bereich „Higher Education“. Nach ihm wurde der dort jährlich vergebene Benezet-Preis („Benezet Award“) benannt.
Er war von 1963 bis 1970 Präsident der Claremont Graduate University und des Universitäts-Centers in Claremont, Kalifornien. Als Präsident der Claremont Graduate University hinterließ er im nationalen US-Bildungsbereich einen nachhaltigen Eindruck, als er sich für eine Veränderung im „College Rating System“ einsetzte, das die tatsächlichen im späteren Leben folgenden Leistungen seiner Studenten besser abbilden soll. Er formulierte, dass eine Universität nur so gut ist, wie sie eine nachhaltige Bildungssteigerung bei der überwiegenden Mehrzahl der Studenten hervorzubringen vermag.
Von 1970 bis 1976 war er Präsident der State University New York, Albany.